# فهرست فرودگاه‌های ویرجینیای غربی
این فهرست شامل فهرست فرودگاه‌های ویرجینیای غربی است که براساس گروه، نوع و مکان آن‌ها مرتب شده‌اند. ویرجینیای غربی یکی از ایالات آمریکا است.

## فرودگاه‌ها
این فهرست شامل اطلاعات زیر می‌باشد:
- شهر خدمت‌رسانی - شهری که عموماً به فرودگاه نسبت داده می‌شود و به آن نام در اداره هوانوردی فدرال ثبت شده‌است. این شهر همیشه مکان واقعی فرودگاه نیست چراکه برخی از این فرودگاه‌ها در شهرک‌هایی خارج از شهر اصلی خدمت‌رسانی خود واقع شده‌اند. این فهرست، همهٔ شهرهای سرویس داده شده را دربر نمی‌گیرد. این شهرها را می‌توان در نوشتار مربوط به هر فرودگاه یافت.
- FAA - شناسه موقعیت فرودگاه بر پایه اطلاعات اداره هوانوردی فدرال (FAA).
- IATA - شماره اختصاص‌داده‌شده به فرودگاه توسط انجمن بین‌المللی حمل و نقل هوایی (IATA). مواردی که این شناسه با شناسه مورد استفادهٔ اداره هوانوردی فدرال هماهنگ نیستند پررنگ شده‌اند.
- ICAO - نشان‌گر موقعیت اختصاص‌داده‌شده توسط سازمان بین‌المللی هوانوردی غیرنظامی (ایکائو).
- نام فرودگاه - نام رسمی فرودگاه. مواردی که به صورت پررنگ نشان داده شده‌اند بیانگر این هستند که فرودگاه برای شرکت‌های هواپیمایی تجاری، خدمات زمان‌بندی‌شده ارائه می‌کند.
- کاربری (Role) - یکی از موارد چهارگانه دسته‌بندی فرودگاهی اداره هوانوردی فدرال، که طبق گزارش ارائه‌شده در طرح ملی سامانه‌های فرودگاهی یک‌پارچه (NPIAS)، بین سال‌های ۲۰۰۹-۲۰۱۳ شامل موارد زیر است:
  - P: خدمات تجاری - دست‌اول (Primary) که شامل فرودگاه‌های دولتی‌ای است که خدمات مسافربری منظم ارائه می‌کنند و سالانه به بیش از ۱۰ هزار مسافر خدمات می‌دهند.

فرودگاه‌های دست‌اول توسط اداره هوانوردی فدرال به مراکز اصلی زیر طبقه‌بندی شده‌اند:
- -     - L: مرکز بزرگ که ۱% از کل مسافرت‌های هوایی ایالات متحده آمریکا (در طی یک سال) را دربرمی‌گیرد.
    - M: مرکز متوسط که برای ۰٫۲۵% از کل مسافرت‌های هوایی ایالات متحده آمریکا (در طی یک سال) در نظر گرفته شده‌است.
    - S: مرکز کوچک که برای ۰٫۰۵% تا ۰٫۲۵% از کل مسافرت‌های هوایی ایالات متحده آمریکا (در طی یک سال) در نظر گرفته شده‌است.
    - N: مرکز نیست که برای کمتر از ۰٫۰۵% از کل مسافرت‌های هوایی ایالات متحده آمریکا (در طی یک سال) در نظر گرفته شده‌است.

  - CS: خدمات تجاری - غیر دست‌اول که شامل فرودگاه‌های دولتی‌ای است که سالیانه حداقل به ۲۵۰۰ مسافر خدمات می‌دهند.
  - R: فرودگاه‌های کمکی که توسط اداره هوانوردی فدرال برای کاهش فشار بر فرودگاه‌های بزرگ و نیز افزایش دسترسی جامعه به خدمات هوایی ایجاد شده‌اند.
  - GA: فرودگاه‌های اختصاص یافته به هوانوردی عمومی، که بیشترین تعداد از فرودگاه‌های آمریکا را دربر می‌گیرند.
- Enpl - تعداد مسافرت‌های انجام شده در فرودگاه در طی سال ۲۰۰۸ (بر اساس آمار اداره هوانوردی فدرال)
- Airspace - دستهٔ (کلاس) حریم هوایی درنظرگرفته‌شده برای آن فرودگاه.(مقادیر داده‌شده در پرانتز بیانگر این هستند که فرودگاه در حریم هوایی یک فرودگاه دیگر واقع شده‌است و نیز آن حریم هوایی را نشان می‌دهند) به‌طور کلی، فرودگاه‌های دستهٔ B شلوغ‌ترین فرودگاه‌ها هستند و بعد از آن‌ها به ترتیب دسته‌های C، D، E و G قرار دارند.

| شهر                                       | شناسه موقعیت  | یاتا | ایکائو | نام فرودگاه                                                          | کاربری | مسافر در سال |
| ----------------------------------------- | ------------- | ---- | ------ | -------------------------------------------------------------------- | ------ | ------------ |
|                                           |               |      |        | Commercial service – primary airports                                |        |              |
| چارلستون (ویرجینیای غربی)                 | CRW           | CRW  | KCRW   | فرودگاه ایگر                                                         | P-N    | 243,793      |
| کلارکسبرگ، ویرجینیای غربی                 | CKB           | CKB  | KCKB   | فرودگاه نورث سنترال در ویرجینیای غربی (was Harrison-Marion Regional) | P-N    | 10,344       |
| Huntington                                | HTS           | HTS  | KHTS   | فرودگاه تری-استیت (Milton J. Ferguson Field)                         | P-N    | 83,531       |
| Morgantown                                | MGW           | MGW  | KMGW   | فرودگاه شهری مرگان‌تاون (Walter L. Bill Hart Field)                   | P-N    | 10,630       |
|                                           |               |      |        | Commercial service – nonprimary airports                             |        |              |
| بکلی، ویرجینیای غربی                      | BKW           | BKW  | KBKW   | فرودگاه شهرستان یادبود برکلی رلیق                                    | CS     | 3,630        |
| لویسبورگ، ویرجینیای غربی                  | LWB           | LWB  | KLWB   | فرودگاه گرینبرایر ولی                                                | CS     | 7,153        |
| پارکرزبرگ، ویرجینیای غربی                 | PKB           | PKB  | KPKB   | فرودگاه منطقه‌ای مید-اوهایو ولی                                       | CS     | 5,275        |
|                                           |               |      |        | Reliever airports                                                    |        |              |
| مارتینزبرگ، ویرجینیای غربی                | MRB           | MRB  | KMRB   | فرودگاه منطقه‌ای ایسترن دبلیو وی (Shepherd Field)                     | R      | 21           |
|                                           |               |      |        | General aviation airports                                            |        |              |
| بلوفیلد، ویرجینیای غربی                   | BLF           | BLF  | KBLF   | فرودگاه مرسر (ویرجینیا)                                              | GA     | 9            |
| بوکهانون، ویرجینیای غربی                  | W22           |      |        | Upshur County Regional Airport                                       | GA     | 3            |
| الکینس، ویرجینیای غربی                    | EKN           | EKN  | KEKN   | Elkins-Randolph County Airport (Jennings Randolph Field)             | GA     | 7            |
| Fairmont                                  | 4G7           |      |        | Fairmont Municipal Airport (Frankman Field)                          | GA     |              |
| لووگن، ویرجینیای غربی                     | 6L4           |      |        | فرودگاه شهری لوگان (ویرجینیا غربی)                                   | GA     |              |
| ماوندزویل، ویرجینیای غربی                 | MPG           |      | KMPG   | فرودگاه شهرستان مارشال (ویرجینیا)                                    | GA     |              |
| پیترزبرگ، ویرجینیای غربی                  | W99           | PGC  |        | Grant County Airport                                                 | GA     | 1            |
| فیلیپای، ویرجینیای غربی                   | 79D           |      |        | Philippi-Barbour County Regional Airport                             | GA     |              |
| پاینویل، ویرجینیای غربی                   | I16           |      |        | Wyoming County Airport (Kee Field)                                   | GA     |              |
| پوینت پلزنت، ویرجینیای غربی               | 3I2           |      |        | Mason County Airport                                                 | GA     | 2            |
| راونسوود، ویرجینیای غربی                  | I18           |      |        | فرودگاه شهرستان جکسن (ویرجینیای غربی)                                | GA     |              |
| سامرسویل، ویرجینیای غربی                  | SXL           |      | KSXL   | Summersville Airport (Gerald L. Rader Field)                         | GA     |              |
| ساتن، ویرجینیای غربی                      | 48I           |      |        | Braxton County Airport                                               | GA     | 3            |
| Wheeling                                  | HLG           | HLG  | KHLG   | فرودگاه ولینگ اوهایو کانتی                                           | GA     | 24           |
| ویلیمسن، ویرجینیای غربی                   | 4I0           |      |        | Mingo County Airport                                                 | GA     |              |
|                                           |               |      |        | Other public-use airports (not listed in NPIAS)                      |        |              |
| Arthurdale                                | 70D           |      |        | Titus Field                                                          |        |              |
| بت، ویرجینیای غربی                        | W35           |      |        | Potomac Airpark                                                      |        |              |
| Huntington                                | I41           |      |        | Robert Newlon Field                                                  |        |              |
| لیان، ویرجینیای غربی                      | W07           |      |        | Leon Airport                                                         |        |              |
| میلتن، ویرجینیای غربی                     | 12V           |      |        | Ona Airpark                                                          |        |              |
| نیو کامبرلند، ویرجینیای غربی              | 7G1           |      |        | Herron Airport                                                       |        |              |
| نیو مارتنزویل، ویرجینیای غربی             | 75D           |      |        | P.W. Johnson Memorial Airport                                        |        |              |
| فیلیپای، ویرجینیای غربی                   | 9W3           |      |        | Simpson Airport                                                      |        |              |
| ریکوود، ویرجینیای غربی                    | 3I4           |      |        | Richwood Municipal Airport                                           |        |              |
| شینستون، ویرجینیای غربی                   | 6W0           |      |        | Wade F. Maley Field                                                  |        |              |
| اسپنسر، ویرجینیای غربی                    | USW (was 14P) |      | KUSW   | Boggs Field                                                          |        |              |
| ولچ، ویرجینیای غربی                       | I25           |      |        | Welch Municipal Airport                                              |        |              |
| ویلی فرد، ویرجینیای غربی / Cumberland, MD | CBE           | CBE  | KCBE   | فرودگاه محلی گریتر کامبرلند                                          |        |              |
|                                           |               |      |        | Other military airports                                              |        |              |
| کینگوود، ویرجینیای غربی                   | 3G5           |      |        | Dawson Army Airfield (at Camp Dawson)                                |        |              |
|                                           |               |      |        | Notable private-use airports                                         |        |              |
| Glendale                                  | WV66          | GWV  |        | Glendale Fokker Field                                                |        |              |
| Pence Springs                             | WV77          |      |        | فرودگاه هینتن-آلدرسن                                                 |        |              |
| وستون، ویرجینیای غربی                     | WV23          |      |        | فرودگاه صحرایی لوئیز بنت (formerly public-use, FAA: 49I)             |        |              |
|                                           |               |      |        | Notable former airports                                              |        |              |
| گرفتن، ویرجینیای غربی                     | 71D           |      |        | Roy Airfield (closed)                                                |        |              |
| ویرتون، ویرجینیای غربی                    |               |      |        | Weirton Airport (closed 1974)                                        |        |              |

پانویس:
1. ↑  North Central West Virginia Airport is listed as a commercial service – nonprimary airport in the 2009-2013 NPIAS, but is a commercial service – primary airport based on 2008 enplanements.
2. ↑  Morgantown Municipal Airport is listed as a commercial service – nonprimary airport in the 2009-2013 NPIAS, but is a commercial service – primary airport based on 2008 enplanements.
3. ↑  Greenbrier Valley Airport is listed as a commercial service – primary airport in the 2009-2013 NPIAS, but is a commercial service – non-primary airport based on 2008 enplanements.
4. ↑  Greater Cumberland Regional Airport is located in West Virginia, but the FAA considers this airport as serving the nearby larger city of Cumberland, Maryland.